# Canton de Moûtiers
Le canton de Moûtiers est une division administrative française, située dans le département de la Savoie en région Auvergne-Rhône-Alpes.

## Histoire
Dans le cadre du redécoupage cantonal de 2014, le canton de Moûtiers s'agrandit en fusionnant avec le canton de Bozel voisin. Le nouveau canton remplace définitivement les deux précédents cantons à compter des élections départementales de 2015.

## Représentation

### Conseillers généraux (1861 à 2015)
| Période                                  | Période          | Identité                 | Étiquette    | Qualité |
| ---------------------------------------- | ---------------- | ------------------------ | ------------ | --- |
| 1861                                     | 1863 (décès)     | Maurice Mayet            |              | Avocat Maire de Moûtiers (1860-1863) |
| 1863                                     | 1866             | Antoine Avet (1793-1879) |              | Conservateur des hypothèques à Chambéry, conseiller d'arrondissement Maire d'Aigueblanche |
| 1866                                     | 1870             | Auguste Gonthier         |              | Notaire et banquier Maire de Moûtiers (1863-1870) |
| 1871                                     | 1876 (démission) | Jean Antoine Jacquemoud  |              | Médecin, député de Moûtiers, Gênes et Rapallo Maire de Moûtiers (1870-1871) |
| 1876                                     | 1889             | Alexis-Julien Jarre      | Républicain  | Avocat Maire de Moûtiers |
| 1889                                     | 1919             | Léonard Jorioz           | Républicain  | Conseiller municipal de Moûtiers |
| 1919                                     | 1925             | Gabriel Donnet           | Rad.         | Industriel à Moûtiers |
| 1925                                     | 1933 (décès)     | Jean Allemoz             | SFIO         | Propriétaire, maire de Notre-Dame-de-Briançon |
| 1933                                     | 1937             | Emile Ancenay            | SFIO         | Instituteur puis secrétaire général de la sous-préfecture de Moûtiers Propriétaire, maire de Grand-Cœur, conseiller d'arrondissement                                                                           |
| 1937                                     | 1940             | Paul Anxionnaz           | Rad.         | Ingénieur à Paris Élu en 1949 dans le canton d'Écury-sur-Coole (Marne) |
|                                          |                  |                          |              | |
| 1942                                     | 1945             | Marcel Sylvoz            |              | Maire de Feissons-sur-Isère Nommé conseiller départemental en 1942 Déclaré inéligible en 1944, décision relevée en 1945                                                                                        |
|                                          |                  |                          |              | |
| 1945                                     | 1949             | Emile Rubin              | Rad.         | Maire de Bellecombe-Tarentaise |
| 1949                                     | 1976             | Joseph Fontanet          | MRP puis CDP | Industriel Maire de Saint-Martin-de-Belleville Député (1956-1959, 1962-1969 et 1973) Ministre (1959-1962 et 1969-1973) Président du conseil général (1964-1976)                                                |
| 1976                                     | 1982             | Maurice Blanc            | PS           | Instituteur puis professeur de collège Député (1974-1978) Conseiller municipal de Montmélian puis maire d'Aigueblanche (1977-2001) Premier secrétaire départemental du PS                                      |
| 1982                                     | 1994             | Gilbert Tartarat         | RPR          | Cadre d'usine, maire de Moûtiers |
| 1994                                     | 2015             | Hervé Gaymard            | RPR puis UMP | Député (1993-1995, 1997-2002 et 2007-2017) Ancien conseiller régional, ancien ministre (1995-1997, 2002-2005) Président du conseil général (1999-2002 et 2008-2015) Élu en 2015 dans le canton d'Albertville-1 |
| Les données manquantes sont à compléter. |                  |                          |              | |

### Conseillers d'arrondissement (1861 à 1940)
Le canton de Moûtiers avait trois conseillers d'arrondissement.
| Période                                  | Période          | Identité                       | Étiquette           | Qualité |
| ---------------------------------------- | ---------------- | ------------------------------ | ------------------- | --- |
| 1861                                     | 1862 (décès)     | M. Coche                       |                     | Magistrat                                                                                                   |
| 1861                                     |                  | Louis Bérard                   |                     | Avocat |
| 1861                                     | 1862 (démission) | M. Laurent                     |                     | Conseiller à la Cour Impériale de Chambéry                                                                  |
| 20 juil. 1862                            | 1863             | Antoine Avet                   |                     | Conservateur des hypothèques à Chambéry                                                                     |
| 20 juil. 1862                            |                  | M. Mazet                       |                     | Avoué à Moûtiers                                                                                            |
|                                          |                  |                                |                     | |
| 1871                                     |                  | Marcellin Richard              |                     | Notaire à Moûtiers                                                                                          |
| 1871                                     |                  | Antoine Mugnier                |                     | Négociant à Bellecombe                                                                                      |
|                                          |                  |                                |                     | |
|                                          | 1882 (démission) | Emile Reyne                    |                     | Avocat, élu conseiller général du canton de Bozel                                                           |
|                                          |                  |                                |                     | |
| 1871                                     | ?                | Julien Compagnon               |                     | Orfèvre, maire de Moûtiers (1876-1889)                                                                      |
|                                          |                  |                                |                     | |
| av.1894                                  |                  | Charles-Alexis Jarre           |                     | Avoué, maire de Moûtiers (1889-1896)                                                                        |
|                                          |                  |                                |                     | |
|                                          | 1902 (décès)     | M. Abondance                   |                     | |
| 1902                                     |                  | Victor Gerfaux                 | Républicain radical | Avocat |
|                                          |                  |                                |                     | |
|                                          | 1903 (décès)     | Émile Ancenay père (1834-1903) |                     | Agriculteur à Grand-Cœur, Président du comice agricole                                                      |
|                                          |                  |                                |                     | |
| 1922                                     | 1923 (démission) | Jules Sollier (1869-1927)      |                     | Relieur, adjoint au maire de Villarlurin                                                                    |
| 1922                                     |                  | Léon Bernard (1884-1969)       |                     | Avoué, maire de Moûtiers (1922-1925 et 1926-1928)                                                           |
| 1922                                     | 1933             | Emile Ancenay fils (1865-1941) | SFIO                | Propriétaire - Maire de Grand-Cœur                                                                          |
| 1933                                     | 1934             | Hervé Eyvrard                  | Radical             | Huissier à Moûtiers                                                                                         |
| 1931                                     | 1934             | Adrien Rey-Golliet             | Radical             | Maire des Avanchers                                                                                         |
|                                          | 1934             | Alphonse Berthelin             | Radical             | Maire de Saint-Jean-de-Belleville                                                                           |
| 1934                                     | 1940             | Maurice Danis (1888-1957)      | URD                 | Banquier, maire de Salins-les-Thermes                                                                       |
| 1934                                     | 1940             | Camille Laissus                | URD                 | Adjoint au maire de Saint-Martin-de-Belleville                                                              |
| 1934                                     | 1940             | Jean Michel                    | URD                 | Maire de Pussy                                                                                              |
| 1940                                     |                  |                                |                     | Les conseils d'arrondissement ont été suspendus par la loi du 12 octobre 1940 et n'ont jamais été réactivés |
| Les données manquantes sont à compléter. |                  |                                |                     | |

### Conseillers départementaux (à partir de 2015)
| Période élective | Période élective | Mandat | Mandat   | Identité                   | Nuance | Nuance | Qualité |
| ---------------- | ---------------- | ------ | -------- | -------------------------- | ------ | ------ | --- |
| 2015             | 2021             | 2015   | 2021     | Jocelyne Abondance-Pourcel |        | LR     | Directrice de l’institut de formation des aides soignants du Centre Hospitalier de Moûtiers Maire de Notre-Dame-du-Pré (depuis 2020) |
| 2015             | 2021             | 2015   | 2021     | Vincent Rolland            |        | LR     | Ancien collaborateur parlementaire Ancien conseiller général du canton de Bozel (1998-2015) Député (2002-2007 et depuis 2017)        |
| 2021             | 2028             | 2021   | en cours | Fabienne Blanc-Tailleur    |        | DVD    | Adjointe au maire de Salins-Fontaine                                                                                                 |
| 2021             | 2028             | 2021   | en cours | Vincent Rolland            |        | LR     | Conseiller sortant |

### Résultats détaillés

#### Élections de mars 2015
À l'issue du 1er tour des élections départementales de 2015, deux binômes sont en ballottage : Jocelyne Abondance et Vincent Rolland (UMP, 49,61 %) et Philippe Nivelle et Marie-Christine Paviet (DVD, 30,98 %). Le taux de participation est de 41,45 % (8 259 votants sur 19 927 inscrits) contre 48,82 % au niveau départemental et 50,17 % au niveau national.
Au second tour, Jocelyne Abondance et Vincent Rolland (UMP) sont élus avec 55,53 % des suffrages exprimés et un taux de participation de 39,58 % (3 909 voix pour 7 886 votants et 19 926 inscrits).

#### Élections de juin 2021
Le premier tour des élections départementales de 2021 est marqué par un très faible taux de participation (33,26 % au niveau national). Dans le canton de Moûtiers, ce taux de participation est de 30,61 % (5 932 votants sur 19 378 inscrits) contre 33,57 % au niveau départemental. À l'issue de ce premier tour, deux binômes sont en ballottage : Fabienne Blanc-Tailleur et Vincent Rolland (DVD, 64,14 %) et Franck Ador et Marie-Claude Bellet (Union à gauche, 20,25 %).
Le second tour des élections est marqué une nouvelle fois par une abstention massive équivalente au premier tour. Les taux de participation sont de 34,36 % au niveau national, 33 % dans le département et 28,75 % dans le canton de Moûtiers. Fabienne Blanc-Tailleur et Vincent Rolland (DVD) sont élus avec 75,45 % des suffrages exprimés (3 977 voix pour 5 573 votants et 19 382 inscrits),,.

## Composition

### Composition avant 2015

Le canton de Moûtiers avant 2015, dans l'arrondissement d'Albertville.

Le canton de Moûtiers regroupait quinze communes.
| Nom                        | Code Insee | Intercommunalité              | Superficie (km2) | Population (dernière pop. légale) | Densité (hab./km2) |
| -------------------------- | ---------- | ----------------------------- | ---------------- | --------------------------------- | ------------------ |
| Moûtiers (chef-lieu)       | 73181      | CC Cœur de Tarentaise         | 3,16             | 3 705 (2014)                      | 1 172              |
| Aigueblanche               | 73003      | CC des Vallées d'Aigueblanche | 19,67            | 3 118 (2014)                      | 159                |
| Les Avanchers-Valmorel     | 73024      | CC des Vallées d'Aigueblanche | 21,93            | 755 (2014)                        | 34                 |
| Le Bois                    | 73045      | CC des Vallées d'Aigueblanche | 5,55             | 419 (2014)                        | 75                 |
| Bonneval                   | 73046      | CC des Vallées d'Aigueblanche | 19,58            | 106 (2014)                        | 5,4                |
| Feissons-sur-Isère         | 73112      | CC des Vallées d'Aigueblanche | 12,10            | 580 (2014)                        | 48                 |
| Fontaine-le-Puits          | 73115      | CC Cœur de Tarentaise         | 4,47             | 136 (2013)                        | 30                 |
| Hautecour                  | 73131      | CC Cœur de Tarentaise         | 11,65            | 306 (2014)                        | 26                 |
| La Léchère                 | 73187      | CC des Vallées d'Aigueblanche | 134,54           | 1 841 (2014)                      | 14                 |
| Notre-Dame-du-Pré          | 73190      | CC Cœur de Tarentaise         | 18,20            | 262 (2014)                        | 14                 |
| Saint-Jean-de-Belleville   | 73244      | CC Cœur de Tarentaise         | 59,60            | 548 (2014)                        | 9,2                |
| Saint-Marcel               | 73253      | CC Cœur de Tarentaise         | 8,76             | 623 (2014)                        | 71                 |
| Saint-Martin-de-Belleville | 73257      | CC Cœur de Tarentaise         | 161,79           | 2 618 (2016)                      | 16                 |
| Saint-Oyen                 | 73266      | CC des Vallées d'Aigueblanche | 2,11             | 219 (2014)                        | 104                |
| Salins-les-Thermes         | 73284      | CC Cœur de Tarentaise         | 4,17             | 876 (2013)                        | 210                |
| Villarlurin                | 73321      | CC Cœur de Tarentaise         | 5,45             | 319 (2013)                        | 59                 |

### Composition depuis 2015
Lors du redécoupage de 2014, le canton de Moûtiers comprenait vingt-six communes entières.
À la suite de la création des communes nouvelles de Salins-Fontaine et des Belleville au 1er janvier 2016, de Courchevel au 1er janvier 2017, de Grand-Aigueblanche et  La Léchère au 1er janvier 2019, le canton comprend désormais dix-huit communes entières.
| Nom                              | Code Insee | Intercommunalité              | Superficie (km2) | Population (dernière pop. légale) | Densité (hab./km2) | Modifier                                    |
| -------------------------------- | ---------- | ----------------------------- | ---------------- | --------------------------------- | ------------------ | ------------------------------------------- |
| Moûtiers (bureau centralisateur) | 73181      | CC Cœur de Tarentaise         | 3,16             | 3 482 (2022)                      | 1 102              | modifier les données · modifier les données |
| Les Allues                       | 73015      | CC Val Vanoise                | 85,99            | 1 750 (2022)                      | 20                 | modifier les données · modifier les données |
| Les Avanchers-Valmorel           | 73024      | CC des Vallées d'Aigueblanche | 21,93            | 739 (2022)                        | 34                 | modifier les données · modifier les données |
| Les Belleville                   | 73257      | CC Cœur de Tarentaise         | 226,84           | 3 488 (2022)                      | 15                 | modifier les données · modifier les données |
| Bozel                            | 73055      | CC Val Vanoise                | 28,80            | 2 024 (2022)                      | 70                 | modifier les données · modifier les données |
| Brides-les-Bains                 | 73057      | CC Val Vanoise                | 2,63             | 457 (2022)                        | 174                | modifier les données · modifier les données |
| Champagny-en-Vanoise             | 73071      | CC Val Vanoise                | 84,96            | 545 (2022)                        | 6,4                | modifier les données · modifier les données |
| Courchevel                       | 73227      | CC Val Vanoise                | 68,90            | 2 295 (2022)                      | 33                 | modifier les données · modifier les données |
| Feissons-sur-Salins              | 73113      | CC Val Vanoise                | 4,80             | 174 (2022)                        | 36                 | modifier les données · modifier les données |
| Grand-Aigueblanche               | 73003      | CC des Vallées d'Aigueblanche | 27,33            | 3 794 (2022)                      | 139                | modifier les données · modifier les données |
| Hautecour                        | 73131      | CC Cœur de Tarentaise         | 11,65            | 298 (2022)                        | 26                 | modifier les données · modifier les données |
| La Léchère                       | 73187      | CC des Vallées d'Aigueblanche | 134,54           | 2 536 (2022)                      | 19                 | modifier les données · modifier les données |
| Montagny                         | 73161      | CC Val Vanoise                | 13,26            | 659 (2022)                        | 50                 | modifier les données · modifier les données |
| Notre-Dame-du-Pré                | 73190      | CC Cœur de Tarentaise         | 18,20            | 256 (2022)                        | 14                 | modifier les données · modifier les données |
| Planay                           | 73201      | CC Val Vanoise                | 22,41            | 441 (2022)                        | 20                 | modifier les données · modifier les données |
| Pralognan-la-Vanoise             | 73206      | CC Val Vanoise                | 88,57            | 700 (2022)                        | 7,9                | modifier les données · modifier les données |
| Saint-Marcel                     | 73253      | CC Cœur de Tarentaise         | 8,76             | 615 (2022)                        | 70                 | modifier les données · modifier les données |
| Salins-Fontaine                  | 73284      | CC Cœur de Tarentaise         | 8,64             | 959 (2022)                        | 111                | modifier les données · modifier les données |
| Canton de Moûtiers               | 7313       |                               | 861,37           | 25 212 (2022)                     | 29                 | modifier les données                        |

## Démographie

### Démographie avant 2015
| 1962   | 1968   | 1975   | 1982   | 1990   | 1999   | 2006   | 2011   | 2012   |
| ------ | ------ | ------ | ------ | ------ | ------ | ------ | ------ | ------ |
| 14 432 | 14 809 | 15 671 | 15 311 | 16 089 | 15 913 | 16 942 | 16 543 | 16 587 |

### Démographie depuis 2015
En 2022, le canton comptait 25 212 habitants, en évolution de −1,12 % par rapport à 2016 (Savoie : +3,63 %, France hors Mayotte : +2,11 %).
| 2013   | 2018   | 2022   |
| ------ | ------ | ------ |
| 25 955 | 25 552 | 25 212 |